# Vu Cấm
Vu Cấm (chữ Hán: 于禁; ?-221), tên tự là Văn Tắc (文则), là một võ tướng cuối thời Đông Hán, thuộc hạ của Tào Tháo. Vu Cấm gia nhập quân Tào năm 192, khi nội chiến trong nước dẫn đến sự sụp đổ của nhà Hán, và đã chinh chiến rất nhiều chiến dịch cho Tào Tháo, tạo dựng nên nền tảng nước Ngụy. Năm 219, Vu Cấm được giao nhiệm vụ dẫn quân giải vây cho tướng của Tào Tháo là Tào Nhân tại Phàn Thành, khi đó bị tướng của Lưu Bị là Quan Vũ bao vây. Nhưng quân của ông bị tiêu diệt trong một trận lụt lớn do mưa nhiều ngày. Vu Cấm hàng Quan Vũ và trở thành tù binh chiến tranh, sau đó được chuyển qua cho Tôn Quyền sau khi Tôn quân chiếm được căn cứ của Quan Vũ vào cuối năm 219. Tôn Quyền tiếp Vu Cấm như thượng khách và trả ông về Tào Ngụy, được thành lập cuối năm 220 bởi thế tử Tào Tháo là Tào Phi - người đã kết thúc sự trị vì của nhà Đông Hán năm 221. Tào Phi ân xá cho Vu Cấm và trả lại tước vị tướng quân cho ông. Tuy nhiên, Vu Cấm mất năm sau đó, sau khi thăm mộ Tào Tháo, nơi ông nhìn thấy bức minh họa trận Phàn Thành, vẽ ông hàng Quan Vũ.
Vu Cấm được sử gia Trần Thọ, tác giả của Tam quốc chí, xếp vào hàng Ngũ tử lương tướng, cùng với Trương Liêu, Từ Hoảng, Nhạc Tiến, Trương Cáp.

## Thời trẻ
Vu Cấm sinh ở Khu Bình quận, Thái Sơn (nay là Thái An, Sơn Đông). Đầu những năm 180, khởi nghĩa Khăn Vàng nổi ra, Vu Cấm ứng theo hịch của triều đình, tự nguyện tòng quân giúp dẹp loạn. Vu Cấm trở thành thuộc hạ của Bào Tín, lúc ấy là Thái thú ở Duyện Châu.
Năm 192, sau khi Tào Tháo cầm quyền ở Duyện Châu, Vu Cấm và quân tình nguyện được phong làm Đô Bá (都伯; chức chỉ huy 100 lính) và đặt dưới sự điều động của Vương Lãng. Vương Lãng thấy Vu Cấm là người bất phàm và có tiềm năng trở thành bậc đại tướng, nên tiến cử Vu Cấm cho Tào Tháo. Tào Tháo phong Vu Cấm làm Tư Mã (司馬) sau khi nói chuyện với Cấm, sau đó điều ông đi đánh Quảng Uy, thuộc Từ Châu, khi đó được cai trị bởi Đào Khiêm. Vu Cấm thành công trong việc chiếm Quảng Uy và được phong làm Hãm Trận Đô Úy (陷陣都尉).

## Đánh Lã Bố, dư đảng Khăn Vàng và Viên Thuật
Năm 194-195, Vu Cấm giúp Tào trong cuộc chiến giành lại Duyện Châu từ tay Lã Bố. Vu Cấm phá được hai trại của Lã Bố ở phía nam của Bộc Dương, trong khi thuộc hạ của Cấm đánh bại được Cao Nhã (高雅) tại Hứa Xương. Vu Cấm đánh vào căn cứ của Lã Bố tại Thọ Trương, Đình Tảo, Lý Huy và chiếm được các căn cứ này. Vu Cấm còn vây đánh Trương Siêu tại Ung Khẩu và chiếm được vùng này.
Năm 196, Vu Cấm theo Tào Tháo thảo phạt dư đảng Khăn Vàng, dẫn đầu bởi Lưu Phi, Hoàng Thiệu, hiện đang đóng quân tại Bản Lương. Một đêm, Hoàng Thiệu đánh phục kích vào trại Tào, nhưng bị đánh bại bởi quân của Vu Cấm. Lưu Phi, Hoàng Thiệu và những người cầm đầu bị giết, phần còn lại đầu hàng. Vu Cấm được thăng chức thành Bình Lỗ Hiệu Úy (平虜校尉). Năm 197, Vu Cấm vây Kiều Duệ, một chỉ huy dưới quyền Viên Thuật, Cấm giết được Kiều cùng 4 tướng khác.

## Đánh Trương Tú, Lã Bố, Tùy Cố
Năm 197, Vu Cấm theo Tào Tháo đánh Trương Tú tại Uyển Thành. Trương Tú lúc đầu thì hàng và muốn kết đồng minh với Tào, nhưng nổi loạn sau đó và đánh bại Tào trong một trận tập kích bất ngờ. Quân Tào hoảng loạn và rút cả về Vũ Âm. Chỉ riêng mình Vu Cấm dẫn quân đánh đuổi quân truy kích mà vẫn giữ được trật tự và rút về Vũ Âm. Quân Vu Cấm tuy chịu nhiều tổn thất, nhưng vẫn giữ được kỷ luật, chiến đấu sát cánh tới cùng. Khi Trương Tú không còn cố mà truy đuổi nữa, Vu Cấm dẫn quân về đường hoàng dù quân Tào vừa thua trận.
Trước khi đến được vị trí của Tào Tháo, Vu Cấm gặp hàng tá người bị thương, kẻ bị mất hết quần áo trên đường. Khi Vu Cấm hỏi chuyện gì đã xảy ra, người dân thưa họ bị cướp bởi Thanh Châu Binh. Thanh Châu Binh là đội quân của Tào Tháo tập hợp dư đảng Khăn Vàng đã hàng Tào ở Thanh Châu đầu năm 190. Vu Cấm tức giận đáp: "Thanh Châu Binh là quân của Tào Công. Sao chúng dám trở thành quân cướp bóc chứ!" Vu Cấm liền dẫn quân đánh phạt quân Thanh Châu. Một vài lính Thanh Châu thoát được đến Vũ Âm và đổ cho Vu Cấm những tội chúng làm. Khi Vu Cấm đến được Vũ Âm, ngay lập tức lập trại chống địch mà không báo cáo ngay cho Tào Tháo. Thuộc hạ của Cấm nói "quân Thanh Châu gièm pha về tướng quân. Tướng quân nên đến giải thích với Tào Công sớm nhất có thể." Cấm trả lời, "Giặc có thể đuổi đến đây bất kì lúc nào. Nếu chúng ta không lập trại mà phòng ngay đi, thì làm sao cự lại được chúng? Tào Công là bậc thông thái. Những lời buộc tội như vậy cũng chẳng đáng ngại." Sau khi bố trại đâu đấy, Vu Cấm mới đi gặp Tào Tháo và giải thích mọi điều. Tào Tháo hài lòng nói, "Thật là nguy cho ta khi bị bại tại Dục Thủy. Tướng quân có thể mang lại trật tự trong lúc loạn, chống cường địch, lại tỏ rõ lòng trung. Dẫu cả bậc danh tướng thời trước cũng chẳng làm tốt hơn tướng quân được!" Vu Cấm được phong làm Ích Thọ Đình Hầu (益壽亭侯) để tưởng thưởng cho những công lao này.
Năm 198, Vu Cấm theo Tào tháo đánh Lã Bố ở Hạ Phì, dẫn đến thất bại và cái chết của Bố. Sau đó, Cấm cùng Sử Hoãn, Tào Nhân đánh bại Tùy Cố ở Xạ Khuyển.

## Chiến dịch Quan Độ
Năm 200, khi Tào - Viên phân tranh để hùng cứ phương Bắc, Viện Thiệu ban đầu có nhiều thuận lợi, Vu Cấm tình nguyện dẫn quân tiên phong đánh quân Viên. Tào Tháo ấn tượng bởi sự dũng cảm của Vu Cấm, giao cho 2000 binh mã để giữ Diêm Tân, trong khi Tào Tháo dẫn đại quân đến Quan Độ.
Trong khi đó, xứ quân Lưu Bị cướp Từ Châu, giết thứ sử Xa Trụ. Tào Tháo thân chinh đánh tan Lưu, bắt được tướng là Quan Vũ. Viên Thiệu cũng nhân lúc đấy mà đánh Diên Tân, nhưng Vu Cấm giữ được trại. Sau này, Vu Cấm cùng Nhạc Tiến dẫn 5000 binh mã đánh tan 30 trại của Viên Thiệu, bắt giết vài nghìn quân, đầu hàng nghìn quân, làm hơn 20 tướng Viên phải hàng. Tào Tháo liền để Cấm giữ Viên Vũ (原武). Cấm liền tấn công và phá được trại Viên ở bến Đỗ Chi.
Vu Cấm được thăng làm Tì Tướng Quân(裨將軍), hội quân với Tào ở Quan Độ. Trong trận Quan Độ, quân Viên đổ đất làm thành chòi canh, bắn tên vào trại Tào. Quân Tào thương vong vô số, lòng quân thì sợ hãi. Vu Cấm vẫn vững chắc bảo vệ vị trí của ông, chiến đấu anh dũng, thể hiện ý chí quật cường. Cấm được thăng làm Thiên Tướng Quân (偏將軍) khi Tào Tháo thắng Viên Thiệu tại Quan Độ.

## Đánh phản loạn
Tào Tháo tiếp tục đánh Viên Thiệu ở Quan Độ và người kế tục của Thiệu sau khi Thiệu chết năm 202. Năm 206, Tào chiếm được Ký Châu từ Viên, một xứ quân nhỏ tên Xương Hi (昌豨), đã đầu hàng năm 201, nay nổi loạn chống Tào. Tào Tháo ra lệnh Vu Cấm đánh Xương Hi. Xương Hi hàng Vu Cấm, vì Cấm vốn là bạn cũ của Hi. Khi mà thuộc hạ của Cấm khuyên rằng nên áp giải Hi đến cho Tào Tháo mà phán quyết tính mạng Hi, Vu Cấm nói," Các người còn không biết luật của Tào Công? Kẻ nào đã bị vây rồi mới hàng không được tha. Ta nên theo luật mà làm, giữ sự nghiêm minh. Xương Hi tuy là bạn cũ của ta, nhưng ta không thể phá luật chỉ vì thế!". Cấm tự thân đến điều hành vụ xử tử Xương Hi và chảy nước mắt khi ra lệnh. Khi Tào Tháo nghe được chuyện này, mới thán rằng, "Chẳng phải ý trời sao khi mà Hi đến hàng Cấm chứ không hàng ta?" Sau đó, Tháo càng lấy làm xem trọng Cấm. Vu Cấm được thăng làm Hổ Uy Tướng Quân (虎威將軍) cho nỗ lực bình Xương Hi.
Năm 209, sau trận Xích Bích, Trần Lan và Mai Thành làm phản ở Lục Huyện. Tào Tháo cử hai đạo binh đến dẹp loạn: Vu Cấm, Tang Bá đánh Mai Thành; Trương Liêu, Trương Hòa và Ngưu Cái làm tòng sự, đánh Trần Lan. Mai Thành và 3000 quân phản loạn đầu hàng khi Vu Cấm và Tang Bá đến. Nhưng khi Cấm và Bá rời đi, chúng lại làm phản lần nữa và hợp quân với Trần Lan. Trương Liêu dẫn quân đánh dẹp nhưng thiếu lương, nên Vu Cấm quay trở lại phụ trách vận lương đến tiền tuyến, hỗ trợ Liêu. Nhờ thế Trương Liêu đánh đổ được phản quân, giết cả hai bọn đầu đảng. Vu Cấm trận này được thưởng thêm 200 hộ hầu, tổng cộng thành 1200 hộ. Sau này, được tôn làm Tả Tướng Quân (左將軍) và được quyền lớn. Một con trai của Cấm được hưởng chức hầu 500 hộ từ tước vị của ông.

## Trận Phàn Thành
Năm 219, khi Tào Tháo đang ở Trường An, hạ lệnh cho Tào Nhân chống lại tướng của Lưu Bị là Quan Vũ ở Phàn Thành. Tào Tháo cử Vu Cấm làm chủ soái, Bàng Đức làm phó đi để giúp Nhân cự lại Vũ. Vu Cấm vốn không am hiểu địa lý và khí hậu miền Nam, Tào Nhân lại để ông và Bàng Đức đóng binh ở phía bắc Phàn Thành, ông không xem xét địa hình thấp trũng mà đã dẫn quân tới đóng đóng doanh trại. Khi đó là mùa thu, mưa nhiều ngày trời. Sông Hán dâng cao và gây lụt ở các đồng bằng xung quanh. Mực nước dâng vài trượng. Bảy đạo quân của Vu Cấm bị tiêu diệt bởi trận lụt, tuy Cấm và một số ít người thoát được đến vùng đất cao hơn và bị kẹt lại ở đấy. Quan Vũ dẫn thủy binh đến đánh Cấm. Vu Cấm phải hàng Quan Vũ, nhưng thuộc hạ là Bàng Đức thì quyết tử chiến không hàng, cuối cùng bị Quan Vũ giết. Khi Tào Tháo nhận được tin Vu Cấm hàng, Tháo khóc thương cái chết của Bàng Đức hồi lâu và nói, "Ta và Cấm đã quen biết hơn 30 năm nay, vậy mà hành động của y khi gặp hiểm nguy cũng chẳng bằng Bàng Đức!"

## Những năm cuối đời và cái chết
Vu Cấm trở thành tù binh của Quan Vũ ở Kinh Châu cho đến cuối năm 219, khi tướng của Tôn Quyền là Lã Mông đánh úp lấy Kinh Châu. Quan Vũ bị bắt và bị xử tử bởi Quyền. Vu Cấm được thả và đưa đến Ngô, Cấm được đối đãi như thượng khách. Tuy nhiên, Cấm cũng bị đem ra làm trò cười bởi Ngu Phiên, một viên chức phục vụ Quyền.
Đầu năm 220, Tào Tháo mất, Tào Phi kế thừa. Cuối năm đó, Phi kết thúc nhà Hán, lập ra nhà Tào Ngụy, trở thành hoàng đế đầu tiên. Tôn Quyền muốn giao hảo với Phi, kết làm đồng minh. Năm 221, gửi Vu Cấm về Ngụy vào mùa thu. Khi đó, Vu Cấm trông xanh xao tiều tụy, tóc cũng bạc trắng. Ông quỳ xuống khấu đầu mà khóc khi gặp Tào Phi. Phi lấy lời an ủi Cấm, kể với ông về truyện Tôn Linh Phúc và Mạnh Minh Thức (các tướng bại trận nhưng sau này lập công lớn) và phong Cấm làm An Viễn Tướng Quân (安遠將軍).
Tào Phi muốn sai Cấm làm đại sứ đến giao hảo với Ngô. Trước khi Vu Cấm rời đi, Phi hạ lệnh cho Cấm đến thăm mộ của Tào Tháo ở Cao Lăng, Nghiệp quận. Ở đó, Cấm thấy bức họa miêu tả trận Phàn Thành, vẽ ông quỳ lạy Quan Vũ mà cầu sống, trong khi Bàng Đức được vẽ hiên ngang, hùng dũng. Cấm từ đấy buồn bã, mắc bệnh mà chết. Tào Phi truy phong Cấm là Lệ hầu (nghĩa là người gay gắt, đòi hỏi cao).

## Gia đình
Con Cấm, tên Vu Khuê (于圭), kế thừa tước Ích Thọ Đình Hầu. Cấm có lẽ có ít nhất một người con khác, kế thừa 500 hộ hầu.

## Khen ngợi
Trần Thọ, người viết tiểu sử của Vu Cấm trong Tam quốc chí, xếp Cấm vào hàng Ngũ tử lương tướng của Tào Ngụy, cùng với Trương Liêu, Nhạc Tiến, Trương Cáp và Từ Hoảng. Thọ ghi chú rằng mỗi khi Tào Tháo đánh trận, năm tướng ấy hoặc là làm tiên phong khi tấn công hay bọc hậu khi lui quân. Vu Cấm nổi tiếng là giữ kỉ luật thép trong quân của ông, và không bao giờ giữ chiến lợi phẩm cho bản thân. Bởi thế, Cấm thường được trọng thưởng mỗi khi kết thúc trận đánh. Tuy nhiện, Vu Cấm không được lòng quận sĩ bởi vì quá nghiêm khắc trong hành xử luật. Tào Tháo không thích Chu Linh, một tướng của Tháo, và muốn tước quyền của Linh. Tháo biết rằng Vu Cấm rất đáng sợ, nên lệnh cho Cấm tiếp quản quân của Chu Linh. Chu Linh và thuộc hạ thậm chí không dám cử động khi Vu Cấm đến trại tiếp quản. Chu Linh trở thành thuộc hạ của Vu Cấm và tất cả quân của Linh đều ngoan ngoãn nghe theo Cấm chỉ huy. Đó cho thấy khả năng của Cấm trong việc làm kẻ khác sợ.
Bùi Tùng Chi, người chú thích tiểu sử Vu Cấm trong Tam Quốc Chí, bình luận rằng mặc dù Vu Cấm tuân theo luật khi giết Xương Hi (ai hàng sau khi bị vây), trong khi có để giải Hi đến cho Tào Tháo phán xét, cũng không vi phạm quân pháp. Tùng Chi cho rằng Vu Cấm đáng chịu hậu quả của mình, kết thúc trở thành tù binh, chịu nhận một tước hầu tiêu cực bởi vì ông không cho bạn cũ một ngoại lệ, có khuynh hướng giết chóc, là quá nặng để triệt tiêu bất đồng quan điểm. (Lệ Hầu - thường những ai có tiếng máu lạnh, hống hách, giết người vô tội có phong hiệu này).